# Go Ara
Go Ara (em coreano:  고아라, nascida em 11 de fevereiro de 1990), mais conhecida como Ara, é uma atriz e modelo sul-coreana.  Ela é mais conhecida por estrelar a série de televisão Sharp (2003), Heading to the Ground (2009), Reply 1994 (2013), You're All Surrounded (2014), Hwarang: The Poet Warrior Youth (2016–17), Black (2017), Sra. Hammurabi (2018), Haechi (2019) e Do Do Sol Sol La La Sol (2020)

## Início da vida e treinamento
Go nasceu em Jinju, Gyeongsang do Sul, Coreia do Sul. Em tenra idade, ela se mudou constantemente pela Coréia porque seu pai era um soldado. Quando ela estava no colegial, ela foi recomendada por um amigo para fazer um teste para a agência de talentos SM Entertainment. Em 2003, ela se tornou a vencedora do SM Entertainment Teen Model Contest.

## Carreira

### 2003–2012: Começo e popularidade crescente
Go foi escolhida para interpretar a protagonista feminina, Lee Ok-rim, no drama adolescente da KBS de 2003, Sharp. Seu papel como uma ambiciosa e confiante garota do ensino médio a catapultou para o estrelato instantâneo. Ela reprisou seu papel na sequência Sharp 2.

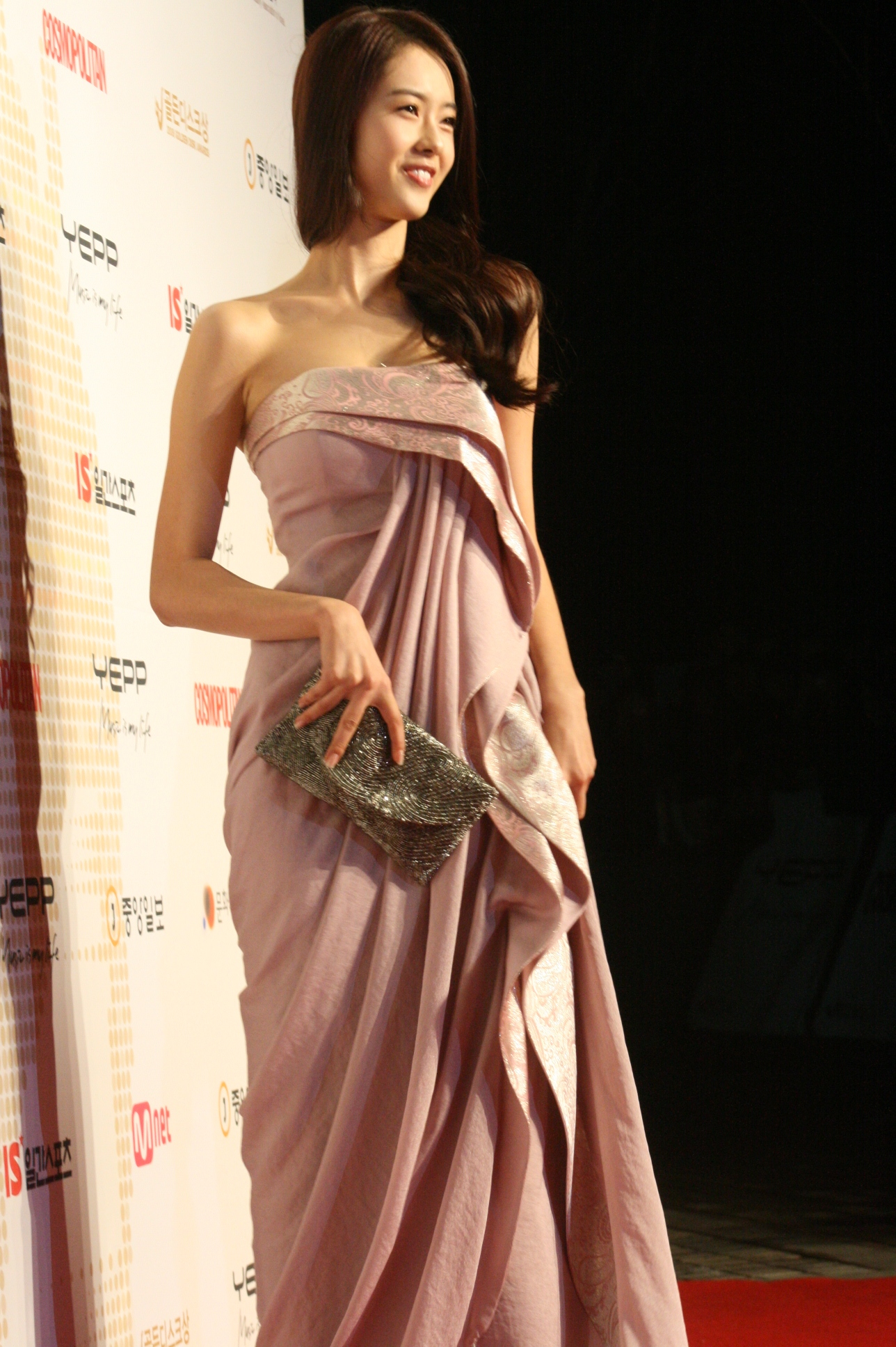
Go no 23º Golden Disc Awards em dezembro de 2008

Go next estrelou o melodrama da SBS em 2006, Snow Flower , ao lado de Kim Hee-ae. Sua interpretação da rebelde e ambiciosa Yoo Da-mi ganhou seu reconhecimento como atriz no Baeksang Arts Awards.
O primeiro filme de Go foi o filme japonês de grande orçamento Genghis Khan: To the Ends of the Earth and Sea, que foi lançado no Japão em março de 2007. Ela interpretou Khulan, a amante de Genghis Khan, depois de ser escolhida em mais de 40.000 audições. Go foi então escalada para outro filme japonês, Dance Subaru, devido à sua fluência no idioma.
Em 2008, ela foi escalada para o drama da MBC Who Are You? ao lado de Yoon Kye-sang. Apesar da baixa audiência na Coréia, a comédia de troca de corpos atraiu fãs internacionais, aumentando seu perfil na onda coreana. Isso levou a uma aparição no drama da televisão japonesa Karei naru Spy.
Em 2009, ela foi escalada para a comédia romântica da MBC, Heading to the Ground, com o cantor ídolo Jung Yunho do DBSK.
Em 2012, Go fez sua estreia no cinema nacional no filme esportivo Pacemaker, onde ganhou 5 kg de peso para retratar uma saltadora com vara representando a Coreia do Sul. Ela então exibiu suas habilidades de canto no filme multicultural de 2012, Papa, com Park Yong-woo. Go chamou a atenção por suas habilidades de canto e dança, inglês fluente e atuação como atriz no filme.

### 2013–presente: ressurgimento da carreira
A popularidade de Go aumentou ainda mais por meio do nostálgico drama do campus Reply 1994 (2013). Para retratar Sung Na-jung, ela cortou o cabelo curto e ganhou 18 libras. Enquanto muitos duvidaram de seu elenco quando foi anunciado pela primeira vez, a atuação de Go mais tarde conquistou elogios tanto da crítica quanto dos telespectadores. Por sua atuação, Go recebeu indicações de Melhor Atriz no Baeksang Art Awards e no APAN Star Awards. Em seguida, ela estrelou como a única detetive novata no drama policial de 2014 You're All Surrounded, ao lado de Lee Seung-gi e Cha Seung-won.
Em 2015, Go voltou às telonas ao lado de Yoo Seung-ho no filme de romance da era joseon, The Magician, onde ela interpreta uma princesa que encontra o amor com um mágico de circo. Isso foi seguido por um papel principal em Phantom Detective, um filme de ação neo-noir estrelado por Lee Je-hoon como o titular Hong Gil-dong.
Em 2016, Go estrelou como protagonista feminina ao lado de Park Seo-joon no drama histórico juvenil Hwarang: The Poet Warrior Youth. No mesmo ano, ela deixou a SM Entertainment após 13 anos e assinou com a recém-formada agência de gerenciamento Artist Company em janeiro de 2017. Ela então estrelou o drama de suspense de fantasia Black ao lado de Song Seung-heon, interpretando uma mulher que pode prever a morte.
Em 2018, Go estrelou o drama jurídico Ms. Hammurabi ao lado de Kim Myung-soo, interpretando uma apaixonada juíza novata. A série foi bem recebida por sua representação honesta das adversidades na sociedade coreana moderna; e Go foi elogiada por sua atuação.
Em 2019, Go estrelou o drama de ação histórico Haechi, interpretando um detetive versado em artes marciais e línguas estrangeiras.
Em 2020, Go estrelou o drama musical Do Do Sol Sol La La Sol como uma pianista que atinge o fundo do poço após a queda de sua família ao lado de Lee Jae-wook.
Em janeiro de 2023, Go assinou com King Kong pela Starship.

## Vida pessoal
Em 7 de março de 2019, a agência de Go informou que durante as filmagens de Haechi Go rompeu seu ligamento talofibular anterior, o que resultou em sua hospitalização.

## Filmografia

### Filmes
| Ano          | Título                                         | Papel                 | Ref.          |
| ------------ | ---------------------------------------------- | --------------------- | ------------- |
| 2007         | Genghis Khan: To the Ends of the Earth and Sea | Senhora Khulan        | [ 32 ] [ 33 ] |
| 2009         | Dance, Subaru!                                 | Liz Park              | [ 34 ]        |
| 2012         | Pacemaker                                      | Yoo Ji-won            | [ 9 ]         |
| 2012         | Papa                                           | June                  | [ 10 ]        |
| 2015         | The Magician                                   | Princesa Cheongmyeong | [ 17 ]        |
| 2016         | Phantom Detective                              | Presidente Hwang      | [ 18 ]        |
| (A anunciar) | Sad Tropics                                    |                       | [ 35 ]        |

### Série de televisão
| Ano       | Título                          | Papel            | Notas                 | Ref.   |
| --------- | ------------------------------- | ---------------- | --------------------- | ------ |
| 2003–2005 | Sharp 1                         | Lee Ok-rim       |                       | [ 36 ] |
| 2005–2006 | Sharp 2                         | Lee Ok-rim       |                       | [ 37 ] |
| 2006–2007 | Snow Flower                     | Yoo Da-mi        |                       | [ 4 ]  |
| 2008      | Who Are You?                    | Son Young-in     |                       |        |
| 2009      | Karei naru Spy                  | Shin Yoon-ah     | Cameo (Episódio 3)    | [ 7 ]  |
| 2009      | Heading to the Ground           | Kang Hae-bin     |                       | [ 8 ]  |
| 2013      | Reply 1994                      | Sung Na-jung     |                       | [ 12 ] |
| 2014      | You're All Surrounded           | Eo Soo-sun       |                       | [ 16 ] |
| 2015      | The Producers                   | Ela mesma        | Cameo (Episódio 8)    | [ 38 ] |
| 2015–2016 | Reply 1988                      | Sung Na-jung     | Cameo (Episódio 18)   |        |
| 2016–2017 | Hwarang: The Poet Warrior Youth | Aro              |                       | [ 20 ] |
| 2017      | Black                           | Kang Ha-ram      |                       | [ 23 ] |
| 2018      | Ms. Hammurabi                   | Park Cha Oh-reum |                       | [ 26 ] |
| 2019      | Haechi                          | Chun Yeo-ji      |                       | [ 27 ] |
| 2020      | Hospital Playlist               | Ela mesma        | Cameo (Episódios 5–6) | [ 39 ] |
| 2020      | Do Do Sol Sol La La Sol         | Goo Ra-ra        |                       | [ 28 ] |

### Aparições em videoclipes
| Ano  | Título                       | Cantor        | Álbum               | Ref.   |
| ---- | ---------------------------- | ------------- | ------------------- | ------ |
| 2004 | "Hug"                        | TVXQ          | Tri-Angle           |        |
| 2005 | "La'Tale"                    |               |                     |        |
| 2007 | "Innocent Blue"              | Mink (cantor) |                     |        |
| 2011 | "Before U Go"                | TVXQ          | Keep Your Head Down | [ 40 ] |
| 2011 | "Juliette" (versão japonesa) | SHINee        | The First           |        |
| 2015 | "A Million Pieces"           | Cho Kyuhyun   | Fall, Once Again    | [ 41 ] |

## Discografia
| Ano  | Título               | Álbum          | Ref.   |
| ---- | -------------------- | -------------- | ------ |
| 2012 | "Now"                | Papa OST       | [ 42 ] |
| 2012 | "Little Girl Dreams" | Papa OST       |        |
| 2013 | "Start"              | Reply 1994 OST | [ 43 ] |

## Embaixadora
| Ano           | Título                                                      | Ref.   |
| ------------- | ----------------------------------------------------------- | ------ |
| 2005          | Embaixadora da Agricultura e Silvicultura                   |        |
| 2008          | Swiss Friend, embaixadora da Suíça pela Switzerland Tourism | [ 44 ] |
| 2013– Present | Embaixadora da Boa Vontade dos Bons Vizinhos (ONG)          | [ 45 ] |
| 2014–2015     | Embaixadora de Relações Públicas Metropolitanas de Seul     | [ 46 ] |
| 2015          | Embaixadora da Boa Vontade da Polícia de Seul               | [ 47 ] |
| 2016          | Embaixadora da Força Aérea Coreana                          | [ 48 ] |

## Prêmios e indicações
| Cerimônia de premiação                                               | Ano  | Categoria                                               | Indicado / Trabalho                             | Resultado | Ref.          |
| -------------------------------------------------------------------- | ---- | ------------------------------------------------------- | ----------------------------------------------- | --------- | ------------- |
| André Kim Best Star Awards                                           | 2007 | Prêmio Nova Estrela                                     | Go Ara                                          | Venceu    | [ 49 ]        |
| APAN Star Awards                                                     | 2014 | Prêmio de Excelência, Atriz em Minissérie               | Reply 1994                                      | Indicado  |               |
| APAN Star Awards                                                     | 2018 | Prêmio de Excelência, Atriz em Minissérie               | Ms. Hammurabi                                   | Indicado  | [ 50 ]        |
| APAN Star Awards                                                     | 2020 | Popular Star Award, Atriz                               | Do Do Sol Sol La La Sol                         | Indicado  | [ 51 ]        |
| Asia Artist Awards                                                   | 2020 | Prêmio de Popularidade (Atriz)                          | Go Ara                                          | Indicado  | [ 52 ] [ 53 ] |
| Baeksang Arts Awards                                                 | 2007 | Melhor Nova Atriz - Televisão                           | Snow Flower                                     | Venceu    | [ 5 ]         |
| Baeksang Arts Awards                                                 | 2010 | Atriz mais popular (filme)                              | Heading to the Ground                           | Indicado  |               |
| Baeksang Arts Awards                                                 | 2012 | Melhor Nova Atriz - Filme                               | Papa                                            | Indicado  |               |
| Baeksang Arts Awards                                                 | 2014 | Melhor Atriz - Televisão                                | Reply 1994                                      | Indicado  |               |
| Baeksang Arts Awards                                                 | 2014 | Atriz mais popular (TV)                                 | Reply 1994                                      | Indicado  |               |
| Blue Dragon Film Awards                                              | 2012 | Melhor Nova Atriz                                       | Papa                                            | Indicado  |               |
| Buil Film Awards                                                     | 2012 | Melhor Nova Atriz                                       | Papa                                            | Indicado  |               |
| Grand Bell Awards                                                    | 2012 | Melhor Nova Atriz                                       | Pacemaker                                       | Indicado  |               |
| KBS Drama Awards                                                     | 2004 | Melhor Atriz Jovem                                      | Sharp 1                                         | Venceu    | [ 54 ]        |
| KBS Drama Awards                                                     | 2017 | Prêmio de Excelência, Atriz em Drama de Média-Metragem  | Hwarang: The Poet Warrior Youth                 | Indicado  |               |
| KBS Drama Awards                                                     | 2020 | Prêmio de Excelência, Atriz em Minissérie               | Do Do Sol Sol La La Sol                         | Indicado  |               |
| KBS Drama Awards                                                     | 2020 | Prêmio Netizen, Atriz                                   | Do Do Sol Sol La La Sol                         | Indicado  |               |
| KBS Drama Awards                                                     | 2020 | Prêmio de Melhor Casal                                  | Go Ara com Lee Jae-wook Do Do Sol Sol La La Sol | Indicado  |               |
| Korea Broadcasting Awards                                            | 2021 | Prêmio de popularidade                                  | Do Do Sol Sol La La Sol                         | Indicado  | [ 55 ]        |
| Korea Film Actors Association Awards                                 | 2016 | Prêmio de popularidade                                  | Phantom Detective                               | Venceu    | [ 56 ]        |
| Korean Advertising Association (KAA)                                 | 2008 | Prêmio de Melhor Modelo de Publicidade                  | Go Ara                                          | Venceu    |               |
| Korea Sharing National Awards                                        | 2017 | Prêmio Ministro da Saúde e Bem-Estar                    | Go Ara                                          | Venceu    | [ 57 ]        |
| MBC Drama Awards                                                     | 2008 | Melhor Nova Atriz                                       | Who Are You?                                    | Indicado  |               |
| Mnet 20's Choice Awards                                              | 2012 | Menina Barbie                                           | Go Ara                                          | Venceu    | [ 58 ]        |
| SBS Drama Awards                                                     | 2006 | Prêmio Nova Estrela                                     | Snow Flower                                     | Venceu    | [ 59 ]        |
| SBS Drama Awards                                                     | 2014 | Prêmio de Excelência, Atriz em Drama Especial           | You're All Surrounded                           | Indicado  |               |
| SBS Drama Awards                                                     | 2014 | Prêmio Netizen, Atriz                                   | You're All Surrounded                           | Indicado  |               |
| SBS Drama Awards                                                     | 2014 | Prêmio de Melhor Casal                                  | Go Ara com Lee Seung-gi You're All Surrounded   | Indicado  |               |
| SBS Drama Awards                                                     | 2019 | Prêmio Top Excelência, Atriz em Drama de Média-Metragem | Haechi                                          | Indicado  | [ 60 ]        |
| SBS Drama Awards                                                     | 2019 | Prêmio de Melhor Casal                                  | Go Ara com Jung Il-woo Haechi                   | Indicado  |               |
| Concurso de modelo adolescente do 5º aniversário da SM Entertainment | 2003 | —                                                       | Go Ara                                          | Venceu    |               |
| Style Icon Awards                                                    | 2014 | Os 10 principais ícones de estilo                       | Go Ara                                          | Venceu    | [ 61 ]        |
| tvN10 Awards                                                         | 2016 | Feito na tvN, Atriz em Drama                            | Reply 1994                                      | Indicado  |               |
| tvN10 Awards                                                         | 2016 | Prêmio de Melhor Beijo                                  | Go Ara com Jung Woo Reply 1994                  | Indicado  |               |
| Weibo TV Series Awards                                               | 2020 | Estrelas de drama populares no exterior                 | Do Do Sol Sol La La Sol                         | Indicado  | [ 62 ]        |